# سیارک ۱۶۴۲۱۵
سیارک ۱۶۴۲۱۵ (به انگلیسی: 164215 Doloreshill، نامگذاری:2004MF6) صد و شصت و چهار هزار و دویست و پانزدهمین سیارک کشف شده‌است که در ۲۵ ژوئن ۲۰۰۴ کشف شد.